# Yagura (tombes)
Pour les articles homonymes, voir Yagura.

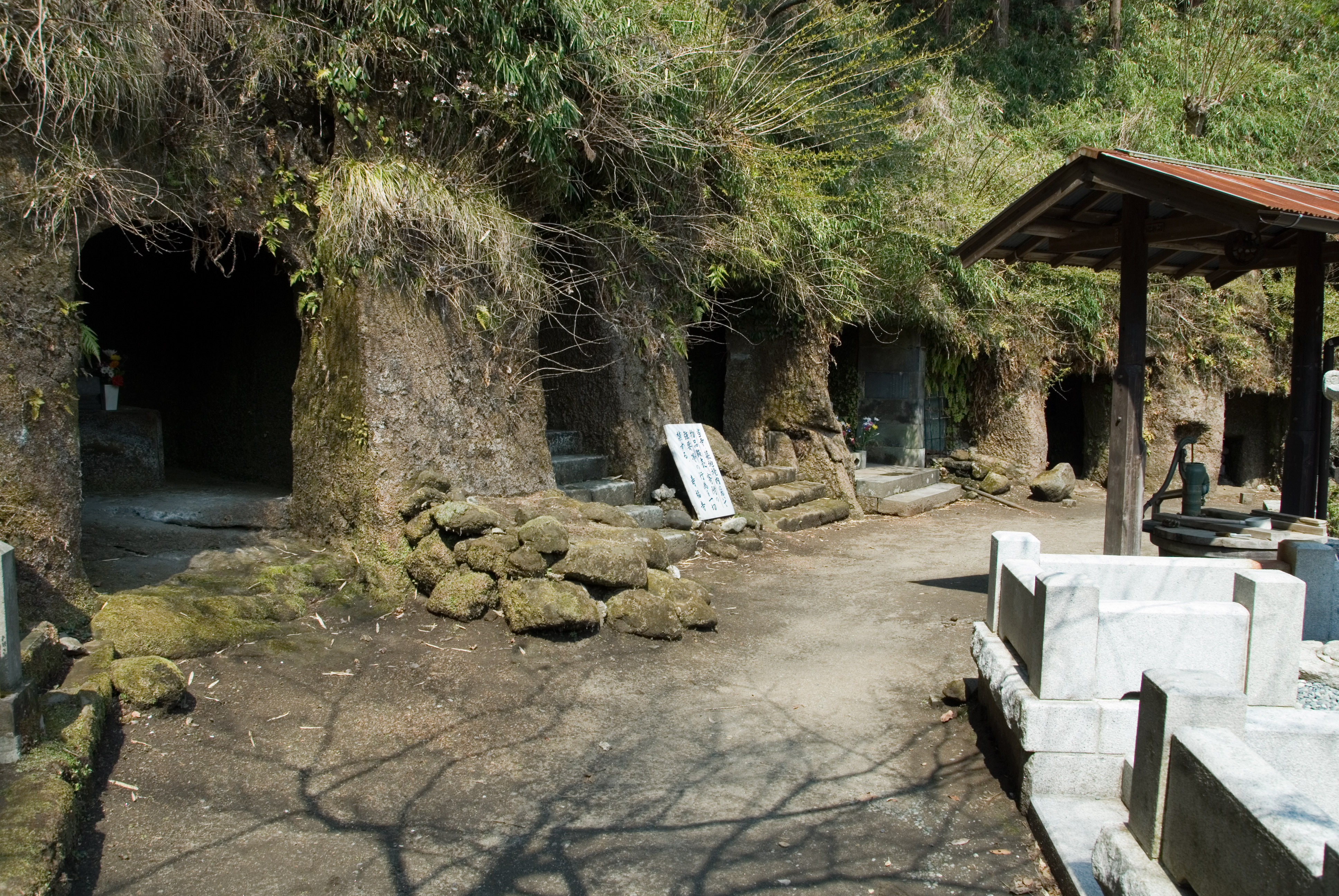
Groupe de yagura au Jufuku-ji à Kamakura.

Les yagura (やぐら・窟・岩倉・矢倉・矢蔵・谷倉・屋倉, etc.) sont des grottes artificielles utilisées durant la période médiévale à Kamakura, préfecture de Kanagawa au Japon, comme tombes et cénotaphes,. Il est probable qu'ils sont utilisés uniquement comme tombeaux au début et ensuite employés comme cénotaphes. Les morts sont pour la plupart de la classe des samouraïs, mais des noms de prêtres et d'artisans se trouvent également dans ces grottes. Ces tombes sont extrêmement nombreuses dans les collines environnant Kamakura et les estimations de leur nombre vont de 1 500 à plus de 5 000. Le nombre total restera inconnu car beaucoup ont été détruites et d'autres peuvent ne pas avoir encore été trouvées.
Les yagura peuvent être trouvés soit isolés, comme dans le cas de la Harakiri yagura, ou en grappes de près de 200 grottes. Les groupes de yagura sont identifiés avec le suffixe -gun (群, « groupe »). Les yagura les plus accessibles pour la plupart des touristes sont ceux du Jufuku-ji près de la gare de Kamakura. Son cimetière compte beaucoup de yagura, dont ceux avec les cénotaphes de Hōjō Masako et de Minamoto no Sanetomo.
De véritables yagura peuvent aussi se trouver dans la péninsule de Miura, le péninsule d'Izu et même aussi loin que la province d'Awa (Chiba).

## Histoire
Il manque de documentation solide ou de preuves archéologiques concernant exactement quand et pourquoi le système yagura a été adopté. Il est généralement admis que les tombes ont été creusées dans la roche tendre des collines autour de la ville en raison du manque d'espace dans la vallée du dessous. La seule façon de dater un yagura est de noter les dates gravées sur un gorintō ou stèle qu'il peut contenir. Sur cette base, le plus ancien a été découvert près du col d'Asahina et daté entre 1260 et 1270.
On pensait auparavant qu'une loi à l'intitulé ambigu qui interdisait les cimetières dans les villes (le Fuchū bochi kinshirei (府中 墓地 禁止 令)) visait Kamakura et était donc l'origine de la coutume. On pense désormais que la loi a été promulguée pour la ville de Fuchu dans la province de Bungo du Kyushu, par le clan Ōtomo. Cependant, certains historiens pensent que les Ōtomo ont dû utiliser une loi du shogunat Kamakura comme modèle. La coutume a continué après la disparition du shogunat et bien avant durant l'époque Ashikaga, jusqu'au milieu du XVe siècle, après quoi elle s'est estompée. Les yagura de l'époque donnent une indication du déclin de la coutume : certains ont été convertis en greniers, d'autres ont servi de tombes commodes pour les inhumations et ont donc été remplis.

## Structure d'unyagura

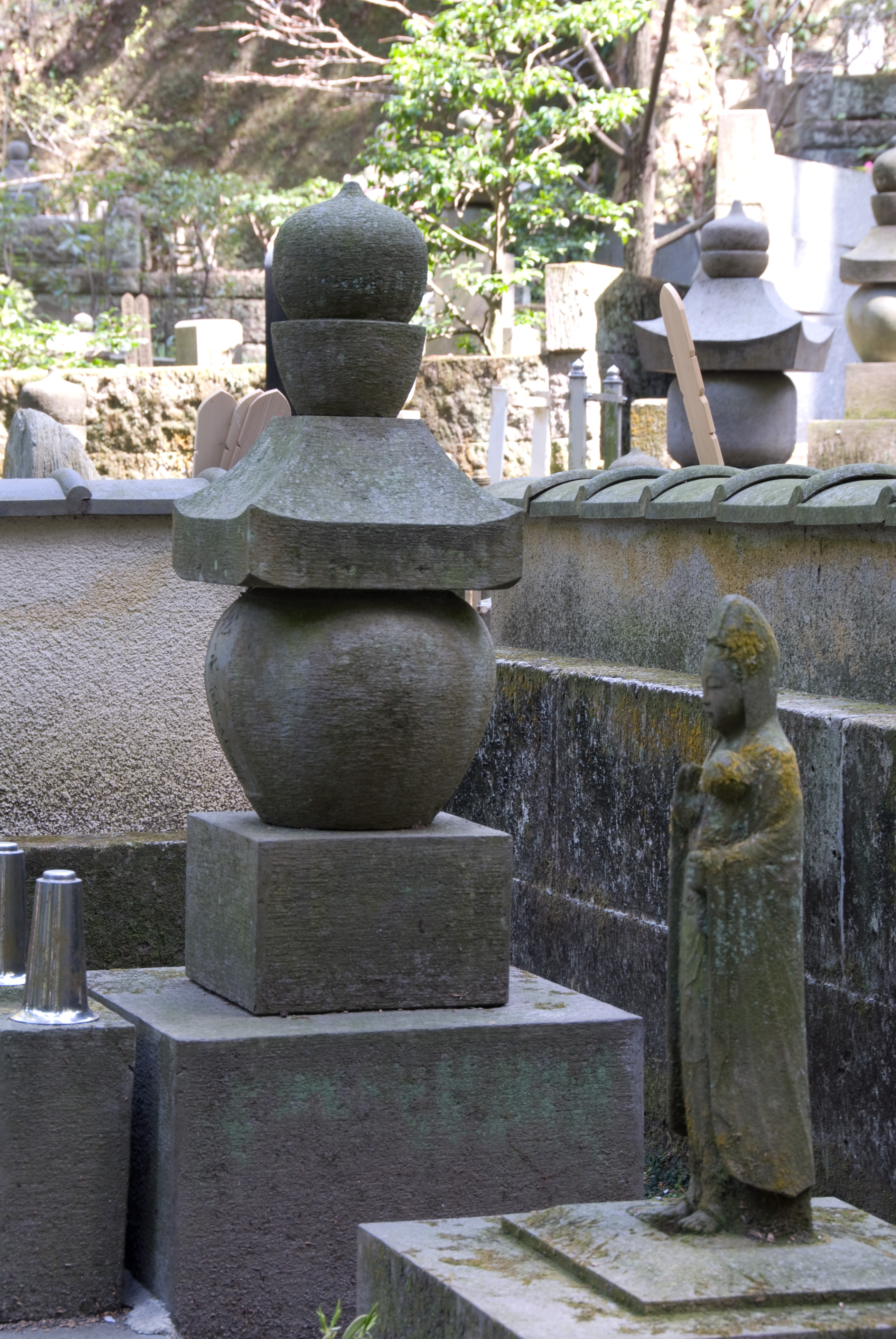
Gorintō.

Un yagura est habituellement un simple trou creusé dans le flanc d'une colline et commence par un petit couloir appelé sendō (羨道) menant à une crypte appelée genshitsu (玄室). La crypte, à peu près rectangulaire, fait généralement de un à cinq mètres de large.
Dans de nombreux cas, l'entrée du sendō est fermée par une porte en bois (senmon (羨門)), dont les restes sont parfois encore visibles. Dans certains cas, des os incinérés sont enterrés dans une ouverture dans le sol, mais dans d'autres tombes il y a lieu une urne funéraire Dans les deux cas, le sol des yagura fait partie de la roche mère et n'est donc pas adapté pour les enterrements. Des fragments d'os incinérés peuvent parfois être trouvés.
À l'intérieur d'un yagura, la tombe est souvent marquée par un gorintō en pierre, un hōkyōintō (tour bouddhiste) ou un autre monument en pierre. Ce sont normalement des ajouts ultérieurs. D'autres imageries bouddhiques, comme les statues de Jizo sont habituelles, comme dans la plupart des cimetières japonais. Des chevrons peints en rouge sont visibles sur le plafond du Shutarugi yagura (朱垂木やぐら).

## Étymologie et forme écrite
Comme pour de nombreux autres aspects des yagura et de leur histoire, l'étymologie du nom est incertaine. Selon une hypothèse, le nom dérive de yakura (矢 仓), ou tour de guet, mais il semble plus probable que c'est juste une corruption locale de iwakura (岩 仓), c'est-à-dire un entrepôt de pierre.
Au cours des siècles, le mot yagura a été écrit de plusieurs façons, dont やぐら・窟・岩倉・矢倉・矢蔵・谷倉・屋倉 (). Le mot est maintenant généralement écrit seulement en hiragana.

## Yaguranotables

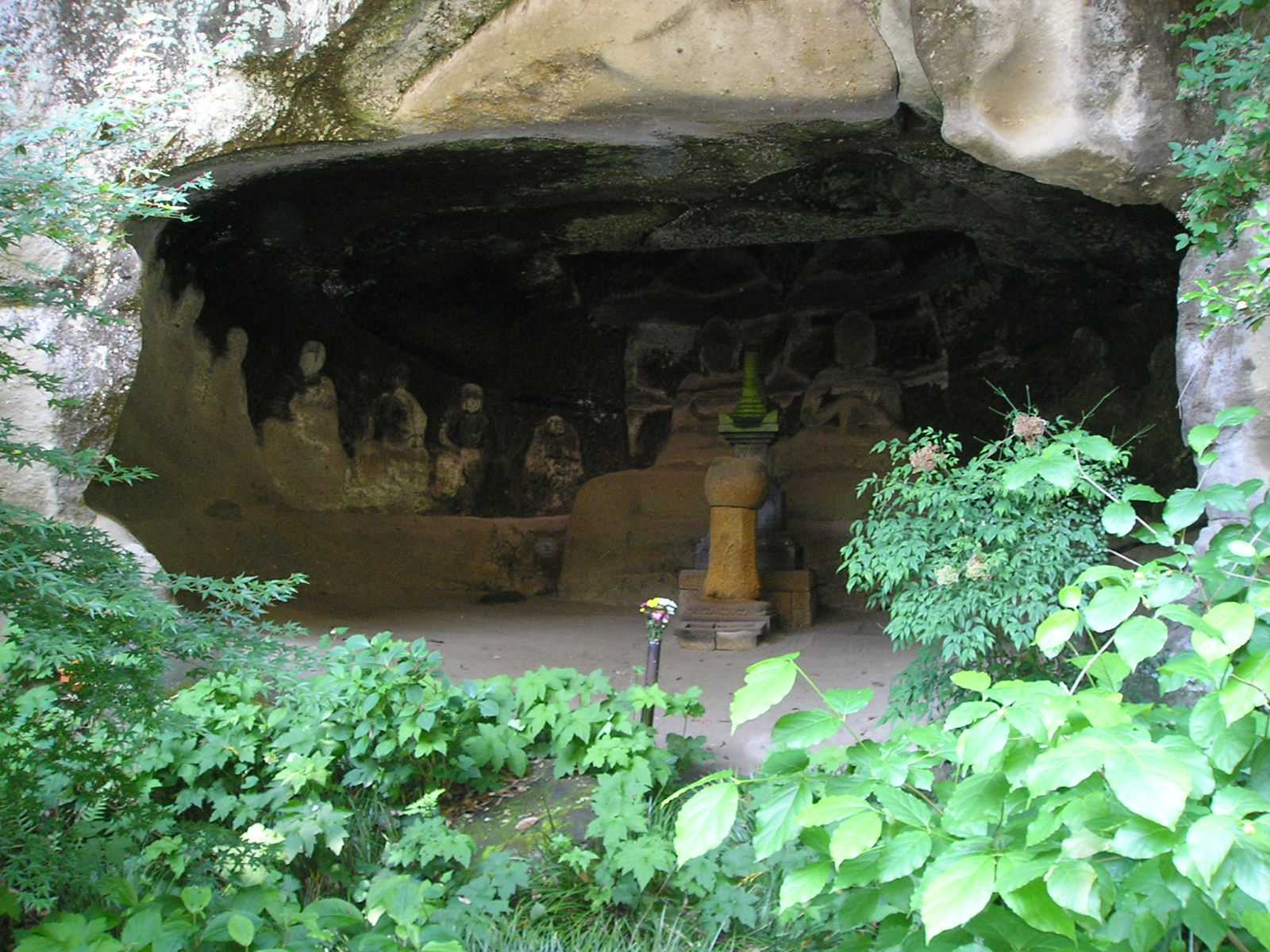
Le plus grand yagura connu à Kamakura au Meigetsu-in. Quelques formes humaines sont encore visibles sur les murs.

Il existe quelques yagura notables à Kamakura :
- Otō no Kubo : un des yagura supposé être la tombe de Hōjō Takatoki ;
- yagura Karaito : près du col de Shakadō[1]. En raison des vestiges d'une porte en bois qui sont encore visibles aujourd'hui, la légende dit que c'était une prison[1] ;
- yagura Jitsugetsu : également près du col de Shakadō[1]. Le nom vient de deux ouvertures dans le mur en forme de soleil et de lune[1] ;
- yagura Kubi : derrière le Zuisen-ji, autre tombe supposée de Hōjō Takatoki ;
- groupe yagura Shakadō : la tradition veut que cela soit le lieu de sépulture de ceux qui sont morts au Tōshō-ji à la chute du shogunat Kamakura en 1333[9]. L'ensemble est en partie détruit par le développement urbain ;
- yagura Shutarugi : dans les montagnes près de Nishi Mikado (en)[1] ;
- yagura Harakiri : près des ruines du Tōshō-ji à Komachi 3-chōme[1]. Censé être le lieu où Hōjō Takatoki s'est tué lors de la chute du shogunat[1] ;
- yagura Tahō-ji-ato : dans les bois près de Ōgigayatsu[1]. À proximité se trouve un énorme gorintō appelé kakukentō (覚賢塔?)[1] ;
- yagura Urigayatsu (東瓜ヶ谷やぐら?) : au fond de la vallée Urigayatsu[1] ;
- yagura Higashi Sensui (東泉水やぐら?) : dans la vallée de Higashi Sensui ;
- yagura Hyakuhachi : situé près du Kakuon-ji, il contient 177 yagura[1] qui représentent tous les types connus de yagura[1] ;
- yagura Jushi : dans la vallée de Nishi Urigayatsu. Contient les restes de 14 gorintō ;
- groupe Mandaladō : groupe de yagura de l'époque de Kamakura situé au nord du col de Nagoshi et contenant 104 tombes[10]. D'abord appelé yagura Sarubatake (猿畠?) puis Mandaradō (まんだらどう?) pour le distinguer du yagura Sarubatake derrière le Hosshō-ji[10]. Le nom indique qu'il y avait dans la région un temple dédié à des services commémoratifs pour les morts (un kuyōdo)[10]. Divisé en trois groupes, il est construit dans une zone plate découpée à partir d'une falaise artificielle construite pour défendre le col de Nagoshi[10]. Il contient des tombes des époques de Kamakura et de Muromachi[10].